# قانون جذب (جبر)
قانون جذب (به انگلیسی: Absorption law) یا اتحاد جذب (به انگلیسی: absorption identity)، اتحادی است که دو عمل دوتایی را به یکدیگر پیوند می‌دهد. دو عمل دوتایی مثل * و + به یکدیگر مرتبط می‌شوند اگر داشته باشیم:
{\displaystyle a+(a*b)=a*(a+b)}
مجموعه‌ای با عملگرهای دوتایی ∨ (فصل منطقی) و ∧ (عطف منطقی) که خاصیت جابه‌جایی و خاصیت شرکت‌پذیری دارند، توسط قانون جذب به شکل زیر مرتبط می‌شوند:
{\displaystyle a\vee (a\wedge b)=a\wedge (a\vee b)=a}
که توری نامیده می‌شود.

## اثبات
{\displaystyle a+a.b=a}
{\displaystyle a.1+a.b}
{\displaystyle a(b+b')+a.b}
{\displaystyle a.b+a.b'+a.b}
{\displaystyle a.b+a.b'}
{\displaystyle a(b+b')=a}